# Helge Tideström
Helge Leonard Tideström (ursprungligen Petersson), född 13 maj 1876 i Livgardets till häst församling, Stockholm, död 17 juli 1957 i Svedala församling, var en svensk väg- och vattenbyggnadsingenjör.
Efter studentexamen i Stockholm 1895 avlade Tideström reservofficerexamen 1898 och utexaminerades från Kungliga Tekniska högskolan 1901. Han blev underlöjtnant i Fortifikationens reserv 1898, löjtnant i Väg- och vattenbyggnadskåren 1908, kapten 1916 och erhöll avsked 1941. Han blev biträdande ingenjör vid mellersta väg- och vattenbyggnadsdistriktet 1901, vid södra distriktet 1903, arbetschef vid vattenkraftsanläggning i Lessebo 1902, vid ombyggnad av Malmö-Limhamns Järnväg 1903, vid flottledsbyggnad Rottnen-Konga samma år, vid Lund-Revinge Järnvägs byggnad 1904, vid Ruda–Älghults Järnvägs byggnad 1922–23, trafikchef, ban- och maskiningenjör vid Lund-Revinge Järnväg 1905–10, därjämte vid Lund-Bjärreds Järnväg 1907–10, vid Kävlinge-Barsebäcks Järnväg samma tid, vid Bjärred-Lund-Harlösa Järnväg 1911–21 och vid Ruda-Oskarshamns och Ruda–Älghults Järnväg 1922–24.
Tideström var ingenjör hos AB Åbjörn Andersson i Svedala vägmaskin- och byggnadsavdelning och tillika reklamchef från 1925. Han var även verksam som konsulterande ingenjör inom väg- och vattenbyggnadsfacket, ledamot av flera skilje- och expropriationsnämnder, godeman vid ägoskiftesförrättningar, kontrollant vid hus-, väg- och vattenbyggnadsarbeten, bland annat vid Lunds hospital och asyl 1909–11 och vid elektrifieringen av Lund-Bjärreds Järnväg 1915–16.
Tideström upprättade diverse förslag till hus-, landsvägs- och järnvägsbyggnader, broar, bangårdar, stadsplaner m.m. Han var sakkunnig i vattenrättsmål, diverse ekonomiska och trafikutredningar vid enskilda järnvägar. Han var suppleant i Lunds stadsbyggnadsnämnd 1907–21 och styrelseledamot i Vetlanda Järnväg 1922–24. Han var utrymningschef 1941, ledamot av civilförsvarnämnden i Svedala köping 1945, ordförande där från 1947, verkskole- och hemskoleinspektör inom Svedala civilförsvarsområde från 1944.